# Porsche Supercup 2010
Porsche Mobil 1 Supercup 2010 är den artonde säsongen av GT-klassen Porsche Supercup.

## Tävlingskalender
| Datum        | Bana                          | Segrare         |
| ------------ | ----------------------------- | --------------- |
| 13 mars'     | Bahrain International Circuit | René Rast       |
| 14 mars      | Bahrain International Circuit | René Rast       |
| 9 maj        | Circuit de Catalunya          | Norbert Siedler |
| 16 maj       | Circuit de Monaco             | René Rast       |
| 27 juni      | Circuito de Valencia          | René Rast       |
| 11 juli      | Silverstone Circuit           | Nick Tandy      |
| 25 juli      | Hockenheimring                | Nicolas Armindo |
| 1 augusti    | Hungaroring                   | Nick Tandy      |
| 29 augusti   | Circuit de Spa-Francorchamps  | Sean Edwards    |
| 12 september | Autodromo Nazionale Monza     |                 |

## Team och Förare
| Team                              | #  | Förare                                   | Helger     |
| --------------------------------- | -- | ---------------------------------------- | ---------- |
| Konrad Motorsport                 | 1  | Nick Tandy, Storbritannien               | 1 -        |
| Konrad Motorsport                 | 2  | Siso Cunill, Spanien                     | 1 - 4      |
| Konrad Motorsport                 | 2  | Raffi Bader, Schweiz                     | 6 -        |
| Konrad Motorsport                 | 21 | Patrick Huisman, Nederländerna           | 1 -        |
| Lechner Racing                    | 3  | Alessandro Zampedri, Italien             | 1 -        |
| Lechner Racing                    | 4  | Stefan Rosina, Slovakien                 | 1 -        |
| Lechner Racing                    | 30 | Salman Bin Rashid Al Khalifa, Bahrain    | 1          |
| Schnabl Engineering Parker Racing | 5  | Niall Breen, Irland                      | 1          |
| Schnabl Engineering Parker Racing | 5  | Martin Ragginger, Österrike              | 6 - 7      |
| Schnabl Engineering Parker Racing | 5  | Brian Wong, USA                          | 8          |
| Schnabl Engineering Parker Racing | 6  | Tim Bridgman, Storbritannien             | 1 -        |
| Schnabl Engineering Parker Racing | 24 | Thomas Messer, Tyskland                  | 2 -        |
| Schnabl Engineering Parker Racing | 36 | Francesco Castellacci, Italien           | 4 -        |
| Schnabl Engineering Parker Racing | 37 | Jörg Hardt, Tyskland                     | 6 -        |
| SANITEC Giltrap Racing            | 7  | William Langhorne, USA                   | 1 -        |
| SANITEC Giltrap Racing            | 8  | Matthew Halliday, Nya Zeeland            | 1 -        |
| SANITEC Giltrap Racing            | 22 | Christian Engelhart, Tyskland            | 1 - 4      |
| VERVA Racing Team                 | 9  | Robert Lukas, Polen                      | 1 -        |
| VERVA Racing Team                 | 10 | Kuba Giermaziak, Polen                   | 1 -        |
| Bleekemolen Harders Plaza Racing  | 11 | Sebastiaan Bleekemolen, Nederländerna    | 1 -        |
| Bleekemolen Harders Plaza Racing  | 12 | Robert van der Berg, Nederländerna       | 1 -        |
| Bleekemolen Harders Plaza Racing  | 23 | Jaap van Lagen, Nederländerna            | 2 -        |
| Veltins MRS Team                  | 14 | Jan Seyffarth, Tyskland                  | 1 -        |
| Veltins MRS Team                  | 15 | Norbert Siedler, Österrike               | 1 -        |
| Al Faisal Lechner Racing          | 16 | René Rast, Tyskland                      | 1 -        |
| Al Faisal Lechner Racing          | 17 | Jeroen Bleekemolen, Nederländerna        | 1 - 4, 7 - |
| Al Faisal Lechner Racing          | 17 | Damien Faulkner, Irland                  | 5          |
| Al Faisal Lechner Racing          | 17 | Nicolas Armindo, Frankrike               | 6          |
| Al Faisal Lechner Racing          | 31 | Abdulaziz Al Faisal, Saudiarabien        | 1 - 2      |
| Team Abu Dhabi by tolimit         | 18 | Sascha Maassen, Tyskland                 | 1 -        |
| Team Abu Dhabi by tolimit         | 19 | Sean Edwards, Storbritannien             | 1 -        |
| Team Abu Dhabi by tolimit         | 20 | Khaled Al Qubaisi, Förenade Arabemiraten | 1 -        |
| GT3 Cup Challenge Middle East     | 32 | Bandar Alesayi, Saudiarabien             | 1          |
| GT3 Cup Challenge Middle East     | 33 | Fahad Algosaibi, Bahrain                 | 1          |
| Antonelli Motorsport              | 34 | Angelo Proietti, Italien                 | 3          |
| Antonelli Motorsport              | 35 | Christian Passuti, Italien               | 3          |
| Antonelli Motorsport              | 35 | Davide Roda, Italien                     | 8          |
| Antonelli Motorsport              | ?  | Marco Antonelli, Italien                 | ?          |
| Konrad Motorsport Austria         | 34 | Peter Scharmach, Tyskland                | 8          |
| Porsche AG                        | 90 | Michael Meadows, Storbritannien          | 5          |
| Porsche AG                        | 90 | Mathias Lauda, Österrike                 | 6          |
| Porsche AG                        | 90 | Csaba Walter, Ungern                     | 7          |
| Porsche AG                        | 90 | Nico Verdonck, Belgien                   | 8          |
| Porsche AG                        | 91 | Euan Hankey, Storbritannien              | 5          |
| Porsche AG                        | ?  | Jono Lester, Nya Zeeland                 | ?          |
| Petricorse Motorsport             | ?  | Lorenzo Bontempelli, Italien             | ?          |
| Petricorse Motorsport             | ?  | Vito Postiglione, Italien                | ?          |

- Kursiverade förare är gästförare och tävlar därför utanför mästerskapet. Dessa förare får inga poäng om de kommer på poängplats.